# Nanette Barragán
Nanette Diaz Barragán (Los Ángeles, 15 de septiembre de 1976) es una abogada y política estadounidense que se desempeña como miembro de la Cámara de Representantes de los Estados Unidos por el 44.º distrito congresional de California desde 2017. Miembro del Partido Demócrata, fue concejal de la ciudad de Hermosa Beach de 2013 a 2015.

## Biografía

### Primeros años y educación
Nacida en Harbor City (Los Ángeles); es la menor de 11 hermanos, criada por inmigrantes mexicanos en Torrance y sus alrededores, donde asistió a la preparatoria North Torrance y jugó softbol. Obtuvo su licenciatura en ciencias políticas con especialización en políticas públicas en la Universidad de California en Los Ángeles, en 2000 y su doctorado en Jurisprudencia en la Universidad del Sur de California en 2005, donde trabajó en la Interdisciplinary Law Journal.

### Carrera legal
En 2003, se desempeñó como pasante del juez Carlos R. Moreno en la Corte Suprema de California. En 2004, fue pasante en Los Ángeles Legal Aid Foundation.
Luego, se unió a Latham & Watkins LLP, donde trabajó en una variedad de casos, desde el uso de la tierra hasta el litigio de valores, incluyendo casos de inmigración. También se desempeñó como defensora de niños y fue abogada de adopción de habla hispana para familias de bajos ingresos.

### Carrera política
Comenzó su carrera política en la Casa Blanca durante la administración de Bill Clinton en la Oficina de Enlace Público, y se desempeñó como facilitadora entre el presidente y organizaciones afroamericanas como la Asociación Nacional para el Progreso de las Personas de Color (NAACP). En 1999, trabajó con la Oficina de Washington de la NAACP sobre políticas de salud y disparidades raciales en la salud.
En 2012, trabajó en la campaña de reelección del presidente Barack Obama en Florida con el equipo de protección al votante.
En 2013, se postuló al concejo municipal de Hermosa Beach, luchando contra la propuesta de una compañía petrolera de perforar 34 pozos de inyección de agua en Hermosa Beach y en la bahía de Santa Mónica.
Renunció a su cargo el 31 de julio de 2015 para postularse a la Cámara de Representantes de los Estados Unidos por el 44.º distrito congresional de California. En las elecciones generales del 8 de noviembre, derrotó al senador estatal Isadore Hall III.
Es miembro del Caucus Hispano del Congreso y del Caucus Progresista.